# Coyote Dax
Coyote Dax (Venezuela, 10 de octubre de 1972) es un cantante venezolano, exintegrante del Grupo Musical Los Fantasmas del Caribe. Tiene tres hijos y ahora reside en un pequeño pueblo cerca de Barcelona.

## Carrera
El éxito llegó en 2001 en España con la canción 《No rompas mi corazón》 que fue número uno en la lista de Los 40 Principales en la semana 9 de junio de ese año. Dicha canción es una versión en español del tema "Achy Breaky Heart" del estadounidense Billy Ray Cyrus. Coyote Dax cantaba la canción habitualmente acompañado de bailarines que interpretaban una coreografía que llegó a hacerse verdaderamente popular en discotecas y eventos festivos.

## Televisión
A raíz de la fama que alcanzó en España participó en los realities de Telecinco Gran Hermano VIP en el año 2004 y en El Reencuentro: 10 años después en el año 2011 formando pareja con la exconcursante de Gran Hermano Marta López.

## Discografía
Álbumes deestudio
- 2001: Me Vale (Vale Music) - Disco de Oro (España)[2]
- 2002: Necesito Country (Vale Music) -  Disco de Oro (España)[3]
- 2003: Cruzando Fronteras ( Vale Music)
- 2010: Abrázame(Divucsa Music)